# Karol Habsburg (biskup wrocławski)

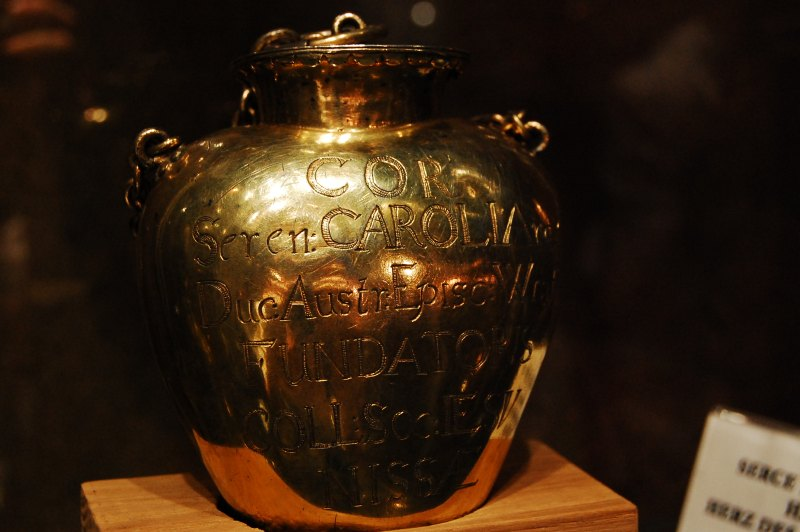
Ampuła z sercem księcia biskupa Karola Habsburga, przechowywana w Skarbcu św. Jakuba w Nysie

Karol I Habsburg (ur. 7 sierpnia 1590 w Grazu, zm. 28 grudnia 1624) – biskup wrocławski w latach 1608–1624.

## Życiorys
Urodził się jako pogrobowiec. Był synem Karola Styryjskiego, arcyksięcia Austrii, i Marii Anny Bawarskiej, która była siostrzenicą jego ojca. Brat królowej polskiej Anny, żony Zygmunta III.
Młodość spędził w Grazu i Judenburgu. Jako najmłodszego z rodzeństwa rodzina oddała go na wychowanie jezuitom, przeznaczając do stanu duchownego. W wieku ośmiu lat przyjął niższe święcenia kapłańskie i zaczął zbierać godności kościelne. W 1602 roku został kanonikiem w Salzburgu, w 1605 roku otrzymał kanonie w Brixen i Pasawie. W 1608 został wybrany biskupem wrocławskim, a w 1613 metropolitą w Brixen. W 1616 roku arcyksiążę Maksymilian Habsburg zaproponował mu funkcję koadiutora wielkiego mistrza zakonu krzyżackiego. Dzięki dyspensie papieskiej otrzymał tę godność w 1618 roku. W 1619 roku został wielkim mistrzem krzyżackim.
Biskup Karol I Habsburg rezydował głównie w Nysie, gdzie oddawał się swojemu ulubionemu zajęciu, jakim były polowania.
W okresie wojny trzydziestoletniej w 1619 roku zmuszony był opuścić Śląsk i udać się na wygnanie do Rzeczypospolitej, gdzie schronił się na dworze Zygmunta III Wazy. W 1622 roku wrócił na Śląsk. Sprowadził ze sobą jezuitów i rozpoczął prześladowania protestantów. Już w roku 1622 doszło w księstwie nyskim do pierwszych procesów o czary i palenia na stosie kobiet uznanych za czarownice. W 1624 na swojego koadiutora desygnował Karola Ferdynanda Wazę.
W 1624 roku od króla Hiszpanii, Filipa IV otrzymał urząd wicekróla Portugalii. Zmarł na febrę w drodze do Madrytu. Pochowany został w Escurialu. Serce biskupa Karola I Habsburga (zgodnie z jego wolą wyrażoną w testamencie) złożono w ufundowanym przez niego kościele jezuickim w Nysie.